# Théâtre patenté

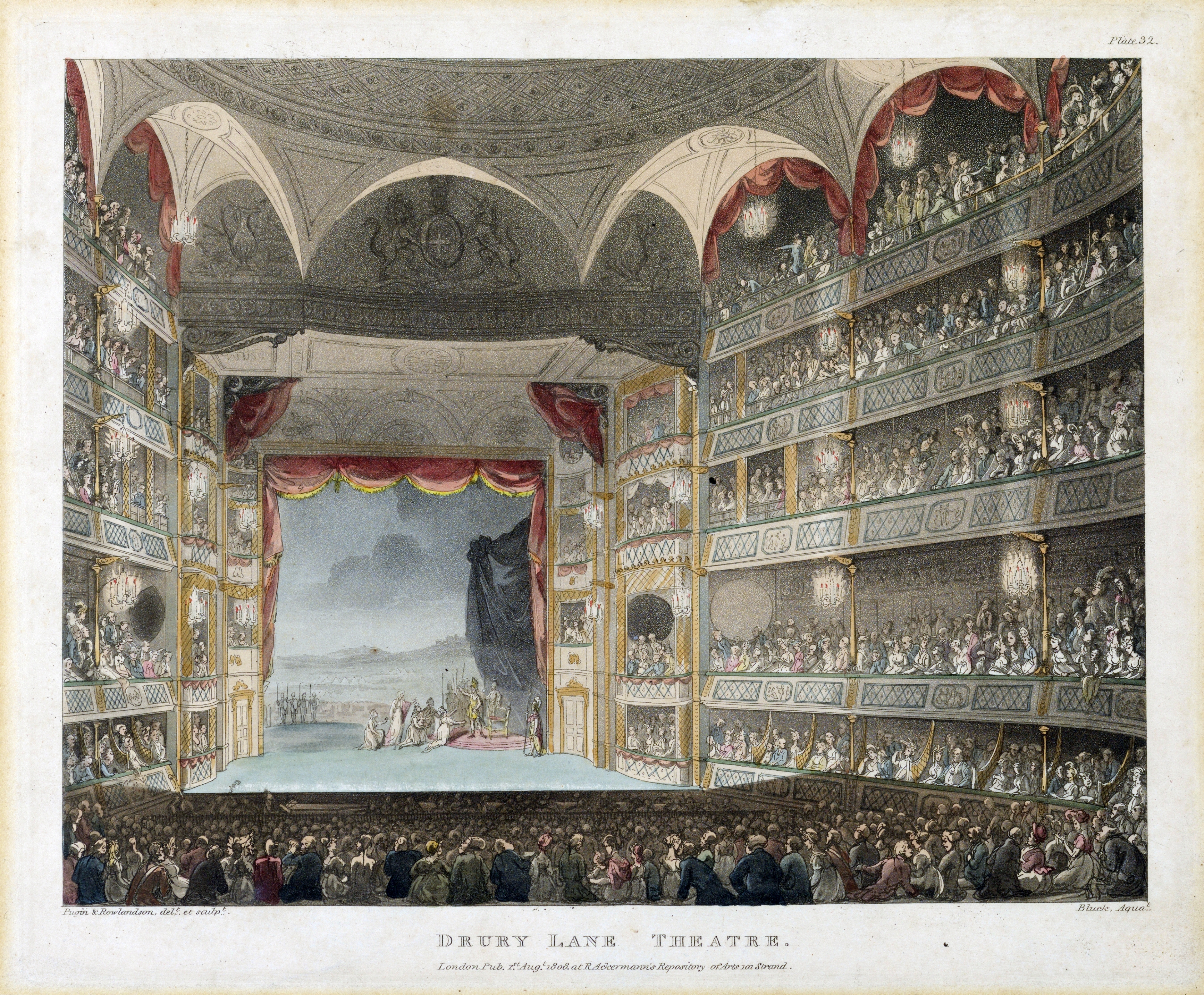
Intérieur du théâtre royal de Drury Lane en août 1808

Les théâtres patentés étaient des théâtres qui furent autorisés à produire du « théâtre parlé » après la restauration du roi Charles II d'Angleterre en 1660. Les autres théâtres avaient interdiction de présenter de tels spectacles « sérieux », mais ils pouvaient jouer des comédies, des pantomimes ou des mélodrames. Le drame était aussi mis en scène, mais en l'entrecoupant de chants et de danses, afin que l'ensemble ne parût pas trop sérieux ou dramatique.

## Débuts
Les divertissements publics, comme les représentations théâtrales, avaient été interdites sous le régime puritain du Commonwealth d'Angleterre. Après avoir été rétabli sur le trône, Charles II remit à Thomas Killigrew et à William D'Avenant des lettres patentes leur accordant le monopole à Londres du « théâtre sérieux », en les autorisant à former chacun une compagnie théâtrale. Les lettres patentes furent rééditées en 1662 avec des modifications permettant aux actrices de monter pour la première fois sur scène. Killigrew forma sa troupe, la King's Company au Théâtre de Drury Lane en 1663. D'Avenant, quant à lui, constitua sa troupe, la Duke's Company, au Lisle's Tennis Court à Lincoln's Inn Fields en 1661, emménageant plus tard au Théâtre de Dorset Garden en 1671.

## United Company
Après les problèmes rencontrés sous la direction de Charles Killigrew, le fils de Thomas, la King's Company fut absorbée en 1682 par sa rivale, la Duke's Company. Les deux troupes fusionnèrent sous le nom d'United Company à Drury Lane, sous l'autorité de l'ancien dirigeant de la Duke's Company, Thomas Betterton. Cette compagnie disposait alors du complet monopole sur le « théâtre parlé » de Londres, et la production théâtrale en souffrit, en qualité et en quantité. En 1693, un avocat, Christopher Rich, s'empara de la direction de la troupe, mais ses méthodes autoritaires provoquèrent une scission parmi les acteurs en 1694. Betterton obtint de Guillaume III en 1695 l'autorisation de former une troupe théâtrale au vieux théâtre de Lincoln's Inn Fields. En 1720, la troupe s'installa au Théâtre Royal de Covent Garden, qui est l'actuel Royal Opera House. Les deux théâtres patentés fermèrent en été.

## Évolution
Pour combler le vide, le Théâtre de Haymarket de Samuel Foote devint le troisième théâtre patenté de Londres en 1766.
D'autres lettres patentes furent accordées à des troupes d'autres villes d'Angleterre, comme au Théâtre royal de Bath en 1768, au Théâtre royal de Liverpool in 1772, et au Théâtre royal de Bristol en 1778.
Ces monopoles sur les représentations de spectacles « sérieux » furent finalement annulés par le Theatres Act de 1843, mais la censure du contenu des pièces par le Lord Chambellan, selon le Theatrical Licensing Act de 1737 de Robert Walpole, continua jusqu'en 1968.